# Groupe E des éliminatoires de la Coupe d'Afrique des nations de football 2021
Navigation
Groupe D Groupe F
Le groupe E des éliminatoires de la Coupe d'Afrique des nations de football 2021 est une compétition qualificative pour la phase finale de la Coupe d'Afrique des nations de football 2021. Ce groupe est composé du Burundi, de la République centrafricaine, du Maroc et de la Mauritanie. Les matchs sont initialement prévus de novembre 2019 à novembre 2020, mais les journées 3 à 6 sont repoussées en raison de la pandémie de Covid-19.

## Tirage au sort
Le tirage au sort se déroule le 18 juillet 2019 au Caire, pendant la CAN 2019. Les 51 sélections africaines sont classées dans cinq chapeaux selon leur classement FIFA.
Le tirage au sort désigne les équipes suivantes dans le groupe E :
- Chapeau 1 :  Maroc (4e du classement CAF et 47e du classement FIFA)
- Chapeau 2 :  Mauritanie (21e du classement CAF et 103e du classement FIFA)
- Chapeau 3 :  Centrafrique (27e du classement CAF et 112e du classement FIFA)
- Chapeau 4 :  Burundi (37e du classement CAF et 134e du classement FIFA)

## Résultats

### Classement
| Rang | Équipe       | Pts | J | G | N | P | Bp | Bc | Diff |  | Résultats (▼ dom., ► ext.) |     |     |     |     |
| ---- | ------------ | --- | - | - | - | - | -- | -- | ---- |  | -------------------------- | --- | --- | --- | --- |
| 1    | Maroc        | 14  | 6 | 4 | 2 | 0 | 10 | 1  | +9   |  | Maroc                      |     | 0-0 | 1-0 | 4-1 |
| 2    | Mauritanie   | 9   | 6 | 2 | 3 | 1 | 5  | 4  | +1   |  | Mauritanie                 | 0-0 |     | 1-1 | 2-0 |
| 3    | Burundi      | 5   | 6 | 1 | 2 | 3 | 6  | 10 | -4   |  | Burundi                    | 0-3 | 3-1 |     | 2-2 |
| 4    | Centrafrique | 4   | 6 | 1 | 1 | 4 | 5  | 11 | -6   |  | Centrafrique               | 0-2 | 0-1 | 2-0 |     |

### Matchs
| 1re journée                  | Centrafrique              | 2 - 0   | Burundi | Complexe Sportif Barthélemy Boganda, Bangui |                            |
| 13 novembre 2019 14:00 UTC+1 | Mabidé 5e · Mafouta 90+2e | (1 - 0) |         | Arbitrage : Anthony Ogwayo                  | Arbitrage : Anthony Ogwayo |
| 13 novembre 2019 14:00 UTC+1 | Rapport                   |         |         | Arbitrage : Anthony Ogwayo                  | Arbitrage : Anthony Ogwayo |

| 15 novembre 2019 | Maroc   | 0 - 0   | Mauritanie | Complexe sportif Moulay-Abdallah, Rabat |                              |
| 20:00 UTC+1      |         | (0 - 0) |            | Arbitrage : Louis Hakizimana            | Arbitrage : Louis Hakizimana |
| 20:00 UTC+1      | Rapport |         |            | Arbitrage : Louis Hakizimana            | Arbitrage : Louis Hakizimana |

| 2e journée                   | Burundi | 0 - 3   | Maroc                                     | Stade Intwari, Bujumbura    |                             |
| 19 novembre 2019 15:00 UTC+2 |         | (0 - 2) | 27e Mazraoui · 39e En-Nesyri · 83e Hakimi | Arbitrage : Maguette Ndiaye | Arbitrage : Maguette Ndiaye |
| 19 novembre 2019 15:00 UTC+2 | Rapport |         |                                           | Arbitrage : Maguette Ndiaye | Arbitrage : Maguette Ndiaye |

| 19 novembre 2019 | Mauritanie                     | 2 - 0   | Centrafrique | Stade Cheikha Ould Boïdiya, Nouakchott |                         |
| 16:00 UTC±0      | El Hacen 27e · Guidileye 90+1e | (1 - 0) |              | Arbitrage : Sadok Selmi                | Arbitrage : Sadok Selmi |
| 16:00 UTC±0      | Rapport                        |         |              | Arbitrage : Sadok Selmi                | Arbitrage : Sadok Selmi |

| 3e journée :                 | Mauritanie    | 1 - 1   | Burundi          | Stade Cheikha Ould Boïdiya, Nouakchott |                                   |
| 11 novembre 2020 16:00 UTC±0 | B. Ndiaye 30e | (1 - 0) | 79e Ntibazonkiza | Arbitrage : Alhadi Allaou Mahamat      | Arbitrage : Alhadi Allaou Mahamat |
| 11 novembre 2020 16:00 UTC±0 | Rapport       |         |                  | Arbitrage : Alhadi Allaou Mahamat      | Arbitrage : Alhadi Allaou Mahamat |

| 13 novembre 2020 | Maroc                                             | 4 - 1   | Centrafrique | Stade Mohammed-V, Casablanca |                           |
| 20:00 UTC+1      | Hakimi 10e · Ziyech 31e (pen.) 34e · Aboukhal 64e | (3 - 1) | 25e Mafouta  | Arbitrage : Boubou Traoré    | Arbitrage : Boubou Traoré |
| 20:00 UTC+1      | Rapport                                           |         |              | Arbitrage : Boubou Traoré    | Arbitrage : Boubou Traoré |

| 4e journée                   | Burundi                                | 3 - 1   | Mauritanie | Stade Intwari, Bujumbura |                          |
| 15 novembre 2020 15:00 UTC+2 | Ntibazonkiza 6e 55e · Ndayishimiye 46e | (1 - 1) | 27e Niass  | Arbitrage : David Molise | Arbitrage : David Molise |
| 15 novembre 2020 15:00 UTC+2 | Rapport                                |         |            | Arbitrage : David Molise | Arbitrage : David Molise |

| 17 novembre 2020 | Centrafrique | 0 - 2   | Maroc                        | Stade de la Réunification, Douala |                                |
| 17:00 UTC+1      |              | (0 - 1) | 39e Ziyech · 90+1e En-Nesyri | Arbitrage : Eric Otogo-Castane    | Arbitrage : Eric Otogo-Castane |
| 17:00 UTC+1      | Rapport      |         |                              | Arbitrage : Eric Otogo-Castane    | Arbitrage : Eric Otogo-Castane |

| 5e journée               | Burundi                            | 2 - 2   | Centrafrique    | Stade Intwari, Bujumbura          |                                   |
| 26 mars 2021 19:00 UTC±0 | Ntibazonkiza 59e · Nduwarugira 80e | (0 - 1) | 40e 53e Mafouta | Arbitrage : Abdulwahid Huraywidah | Arbitrage : Abdulwahid Huraywidah |
| 26 mars 2021 19:00 UTC±0 | Rapport                            |         |                 | Arbitrage : Abdulwahid Huraywidah | Arbitrage : Abdulwahid Huraywidah |

| 26 mars 2021 | Mauritanie | 0 - 0   | Maroc | Stade olympique de Nouakchott, Nouakchott |                          |
| 15:00 UTC+2  |            | (0 - 0) |       | Arbitrage : Joshua Bondo                  | Arbitrage : Joshua Bondo |
| 15:00 UTC+2  | Rapport    |         |       | Arbitrage : Joshua Bondo                  | Arbitrage : Joshua Bondo |

| 6e journée               | Maroc          | 1 - 0   | Burundi | Complexe sportif Moulay-Abdallah, Rabat |                               |
| 29 mars 2021 20:00 UTC+1 | El Haddadi 45e | (1 - 0) |         | Arbitrage : Blaise Yuven Ngwa           | Arbitrage : Blaise Yuven Ngwa |
| 29 mars 2021 20:00 UTC+1 | Rapport        |         |         | Arbitrage : Blaise Yuven Ngwa           | Arbitrage : Blaise Yuven Ngwa |

| 29 mars 2021 | Centrafrique | 0 - 1   | Mauritanie   | Complexe sportif Barthélemy Boganda, Bangui |                                   |
| 20:00 UTC+1  |              | (0 - 1) | 45+4e Kamara | Arbitrage : Alhadi Allaou Mahamat           | Arbitrage : Alhadi Allaou Mahamat |
| 20:00 UTC+1  | Rapport      |         |              | Arbitrage : Alhadi Allaou Mahamat           | Arbitrage : Alhadi Allaou Mahamat |

## Liste des buteurs
4 buts     
- Saidi Ntibazonkiza
- Louis Mafouta

3 buts    
- Hakim Ziyech

2 buts   
- Youssef En-Nesyri
- Achraf Hakimi

1 but  
- Youssouf Ndayishimiye
- Christophe Nduwarugira
- Vianney Mabidé
- Zakaria Aboukhlal
- Noussair Mazraoui
- Munir El Haddadi
- Moctar Sidi El Hacen
- Diallo Guidileye
- Bakary N'Diaye
- Mamadou Niass
- Aboubakar Kamara